# Sam (editor)
Sam es un editor de texto de múltiples archivos basado en expresiones regulares estructurales. Fue diseñado originalmente a principios de la década de 1980 en los Laboratorios Bell por Rob Pike con la ayuda de Ken Thompson y otros desarrolladores de Unix para el terminal de ventanas Blit ejecutadas en Unix; más tarde fue portado a otros sistemas. Sam sigue una estética modular Unix clásica. Es internamente simple, su poder se beneficia por la componibilidad de un pequeño lenguaje de comandos y extensibilidad a través de una integración shell.
- Datos: Q522265
- Multimedia: Sam (text editor) / Q522265